# Mioawateria asarotum
Mioawateria asarotum é uma espécie de gastrópode do gênero Mioawateria, pertencente a família Raphitomidae.